# Padmé Amidala
Padmé Amidala (nata Naberrie) è un personaggio del franchise di Guerre stellari  interpretata da Natalie Portman. 
Appare per la prima volta ne La Minaccia Fantasma come regina del pianeta Naboo, mentre nei seguenti due prequels diventa senatrice del Senato Galattico e sposa segretamente il jedi Anakin Skywalker diventando successivamente madre di Luke e Leila. 
È figlia dei nobili di Naboo Ruwee Naberrie e Jobal Thule, ha una sorella maggiore, Sola Naberrie, ed è zia delle figlie di questa, Ryoo e Pooja Janren.

## Biografia del personaggio

### Film

#### La minaccia fantasma

Padmé come regina di Naboo in una scena de La minaccia fantasma.

Da poco eletta regina di Naboo, la quattordicenne Amidala non ha il tempo di dimostrare le sue capacità di governo come monarca, poiché quasi subito dopo la sua salita al trono deve affrontare forse la più grave crisi della storia del suo pianeta. Infatti, nel 32 BBY, la Federazione dei Mercanti stringe d'assedio il pacifico pianeta di Amidala come atto di protesta alla nuova legge adottata dal Senato galattico che tassava le rotte commerciali periferiche danneggiando così il monopolio assoluto della Federazione nella Galassia. Ormai in piena decadenza, il Senato non ha la forza di rispondere a questo atto criminale, e il Cancelliere Supremo della Repubblica Finis Valorum riesce solo ad inviare su Naboo due Cavalieri Jedi, il maestro Qui-Gon Jinn e il suo padawan Obi-Wan Kenobi, per risolvere la disputa. Quest'atto fa precipitare la situazione, e la Federazione invade il pianeta arrestando la regina ed iniziando una sistematica campagna di annientamento degli abitanti di Naboo. L'intenzione del viceré della Federazione, Nute Gunray, era quella di far firmare ad Amidala un trattato che legittimasse l'invasione in modo da mettere la Repubblica nelle condizioni di dover ritirare la legge.
Padmé, arrestata da Gunray, si camuffa da ancella ed affida a una delle sue più fidate ancelle il compito di sostituirla. Liberata grazie all'intervento dei due Jedi, la Regina (scortata dai Cavalieri, dal capitano delle sue guardie Panaka e dalle sue ancelle) parte alla volta della capitale della Repubblica, Coruscant, per esporre la questione davanti al Senato. A stento sfuggita al blocco astronavale della Federazione, l'astronave reale viene costretta ad un atterraggio di fortuna sul pianeta Tatooine, dove Padmé accompagna Qui-Gon (insieme a Jar Jar Binks e all'astrodroide R2-D2) in cerca dei ripari necessari. A causa dell'ostilità del mercante Watto, il piccolo gruppo si affida al giovane schiavo di questi, Anakin Skywalker, e sua madre Shmi che decidono di aiutarli. Notando l'incredibile potenziale nella Forza di Anakin, Qui-Gon riesce a liberarlo e a portarlo via da Tatooine per esporlo al consiglio Jedi; durante il viaggio per la capitale repubblicana, tra Anakin e Padmé si sviluppa una forte amicizia.
Giunta su Coruscant, Padmé riprende il ruolo di Regina e, spinta dal senatore Palpatine, fa cadere la leadership del cancelliere Valorum, ormai inefficace. Caduto il governo Valorum, Palpatine stesso si candida come nuovo cancelliere assicurando la Regina del suo immediato intervento in caso di una sua elezione. Intanto, tuttavia, da Naboo il governatore Sio Bibble aveva informato Amidala che la situazione umanitaria era al collasso e lei, incapace di attendere oltre, si imbarca nuovamente alla volta di Naboo. Qui, con l'aiuto di Qui-Gon e Obi-Wan (riassegnategli come guardie del corpo), unisce le forze di sicurezza del pianeta ormai clandestine a quelle dei Gungan, popolo autoctono di tradizione guerresca. La battaglia che ne deriva, benché sanguinosissima, permette alla Regina di fare irruzione nel palazzo occupato ed arrestare il viceré Gunray. Poco dopo, il nuovo cancelliere Palpatine giunge su Naboo formalizzando l'arresto e ponendo fine all'assedio della Federazione. Malgrado la vittoria venga funestata dalla morte di Qui-Gon (causata dal misterioso Sith Darth Maul), il pianeta riesce a superare la crisi.

#### L'attacco dei cloni
Nelle vesti di senatrice Padmé Amidala vede nel suo ex-senatore ed ora Cancelliere Supremo, Palpatine, un utile alleato. Ella si schiera quasi sempre sulla linea del Cancelliere, restando inamovibile sui concetti di democrazia e giustizia che avevano peraltro contraddistinto il suo regno. Ci si trova, però, nel momento culminante della caduta della Repubblica. Amidala non poteva saperlo, come non poteva conoscere la reale identità del cancelliere (ovvero il Signore Oscuro dei Sith Darth Sidious, ovvero colui che muove nell'ombra il Movimento Separatista). Tuttavia si mobilita affinché la crisi apertasi con la minaccia di guerra civile portata dalla Confederazione dei Sistemi Indipendenti del conte Dooku (ex-Cavaliere Jedi) si risolva con la diplomazia. In questo senso si oppone fermamente al Decreto di Fondazione Militare che, se approvato al Senato, permetterebbe alla Repubblica di dotarsi di un esercito proprio. Amidala forma dunque col senatore Bail Organa ed altri un gruppo detto Comitato Lealista che rimanga leale ai principi della Repubblica e fedele al cancelliere Palpatine contro i Separatisti. A stento sfugge ad un attentato contro la sua vita perpetrato dai separatisti al soldo del viceré della Federazione Nute Gunray, desideroso di vendetta nei suoi confronti. Dopo un nuovo attentato alla sua vita da parte di Zam Wesell, decide di seguire la raccomandazione del consiglio Jedi e del cancelliere, e si rifugia a Naboo protetta dal vecchio amico Anakin, che negli anni è diventato un eccellente Jedi; nel frattempo Obi-Wan (anch'egli vecchio amico di Padmé e ora maestro di Anakin) viene mandato sul misterioso pianeta Kamino per scoprire chi è il mandante degli attentati alla vita di Padmé. 
Durante il periodo trascorso su Naboo, Anakin e Padmé capiscono sempre più di provare dei forti sentimenti l'uno nei confronti dell'altra, ma, poiché ciò complicherebbe irrimediabilmente le loro vite, decidono di mettere da parte il loro nascente amore. In seguito alla decisione di Anakin di andare a Tatooine per cercare la madre Shmi (che in vari incubi aveva visto soffrire enormemente), Padmé decide di accompagnarlo. Dopo la morte di Shmi per mano dei Tusken e il suo funerale, Padmé e Anakin scoprono che Obi-Wan è stato catturato dal conte Dooku e dal viceré Gunray sul pianeta Geonosis e decidono di andare in suo soccorso accompagnati da R2-D2 e C-3PO (droide costruito tempo prima da Anakin). Giunti su Geonosis, i due vengono catturati dai seguaci di Dooku in una fonderia metallurgica e condannati a morte insieme ad Obi-Wan. Il tempestivo intervento dei Maestri Jedi e dell'esercito dei Cloni guidati da Mace Windu e Yoda, salva la vita ai tre. Dopo la battaglia di Geonosis, Anakin e Padmé, ormai perdutamente innamorati, si sposano in gran segreto su Naboo (anche se il capitano Panaka rivelerà la loro unione a Palpatine e in cambio di tale rivelazione sarà promosso al rango di Moff da Palpatine durante l'Impero). È tra coloro che votano per concedere i pieni poteri al Cancelliere Palpatine durante le guerre dei cloni.

#### La vendetta dei Sith
Pochi anni dopo il matrimonio con Anakin, Padmé rimane incinta, aiutando a nascondere la gravidanza con abiti molto lunghi e morbidi. Malgrado le cose sul piano personale procedano apparentemente nel modo giusto, non così avviene sul piano politico: infatti, a tre anni dall'inizio del disastroso conflitto, i Separatisti non erano stati ancora sconfitti e il cancelliere Palpatine riesce sempre più a unire tutti i poteri nelle sue mani, ufficialmente al solo scopo di garantire ordine nella Repubblica. Sempre più scettica verso le reali intenzioni di Palpatine, subito dopo l'uccisione del conte Dooku per mano di Anakin e l'emanazione da parte di Palpatine del Decreto di Governo di Settore che di fatto svuotava di poteri il Senato, Amidala insieme a Bail Organa, Mon Mothma ed altri senatori si fa interprete delle richieste di rimissione dei poteri speciali del cancelliere. Per tale motivo, si fa capo della Petizione dei Duemila presentata a Palpatine da duemila senatori, che chiede al cancelliere di rimettere al Senato i suoi poteri dittatoriali e proclamare l'ormai avvenuta fine della guerra. Lo scontato rifiuto di Palpatine apre la crisi politica che avrebbe portato buona parte dei firmatari della petizione a creare le basi della futura Alleanza Ribelle.
Il colpo di Stato di Palpatine (che trasforma la Repubblica in un Impero Galattico) rappresenta anche il colpo di grazia per Amidala: ceduto al Lato Oscuro della Forza, suo marito Anakin diviene un Sith (col nome di Dart Fener) agli ordini di Palpatine e guida il massacro dei Jedi su Coruscant. Sperando ancora di poterlo riportare dalla sua parte ed allontanarlo dal Lato Oscuro, e sperando di poter ancora salvare l'ormai perduta democrazia, Padmé parte alla volta del pianeta Mustafar dove Anakin era stato mandato per trucidare i restanti capi Separatisti (tra cui il viceré Gunray). Lì, Padmé incontra il marito che, consumato dalla follia e dal Lato Oscuro, tenta di convincerla a passare dalla sua parte per governare insieme la Galassia; al rifiuto della moglie e all'improvvisa comparsa di Obi-Wan (che, unico scampato insieme a Yoda allo sterminio dei Jedi, si era clandestinamente imbarcato sulla nave di Padmé giungendo sul pianeta), Anakin tenta di strangolarla facendola svenire. Così facendo, Anakin compromette irreparabilmente la vita di Padmé che perde ogni forza fisica e psicologica: raggiunto il termine della gravidanza, dopo aver partorito i due gemelli Luke e Leila perde la voglia di vivere e muore; le sue ultime parole, rivolte ad Obi-Wan Kenobi, saranno un appello al "bene" rimasto nel marito. Padmé viene sepolta a Naboo con un funerale imponente, a cui prendono parte tutti coloro che in vita le erano cari e che la stimavano. Per non insospettire l'Imperatore, e soprattutto Anakin/Dart Fener, al corpo di Padmé viene applicato (su consiglio di Yoda) un pancione finto, di modo tale da far credere che i bambini siano morti con lei; in realtà, Luke crescerà a Tatooine con gli zii (e sulla sua vita veglierà Obi-Wan), mentre Leila viene adottata dal senatore Bail Organa ad Alderaan.
Contemporaneamente Anakin, salvato da Palpatine dopo lo scontro con Obi-Wan, chiede al maestro delle condizioni della moglie e, appresa la notizia della sua morte, impazzisce dal dolore e dal rimorso per il suo gesto: con la morte di Padmé, la personalità di Anakin muore e nasce quella di Dart Fener.

### Televisione

#### The Clone Wars
Durante le guerre dei cloni, la senatrice svolge diverse missioni diplomatiche, come quando viene mandata assieme a Jar Jar su Rodia per convincere il suo vecchio amico Onaconda Farr a schierarsi con la Repubblica, ignorando però che il senatore Rodiano si era già accordato con Nute Gunray, il quale gli aveva promesso cibo e rifornimenti vari per il suo popolo, per catturare la senatrice. Grazie all'aiuto di Jar Jar e al ripensamento di Onaconda, Amidala riuscì nella missione e a catturare Gunray. Riuscì ad impedire la contaminazione del virus Blue Shadow su Naboo, seppur venendo lei stessa infettata e riuscì a fermare in tempo la senatrice Lolo, che aveva assassinato Farr. Viene presa in ostaggio da Cad Bane e da altri quattro cacciatori di taglie nel senato, assieme ad altri senatori, ma grazie all'aiuto di Anakin i senatori si salvarono dall'esplosione dell'ordigno di Bane. Collabora con la sua vecchia amica Satine Kryze, duchessa di Mandalore, e riesce a convincere un'altra sua vecchia amica, Mina Bonteri, a parlare al senato Separatista per far cessare la guerra. Quando Ahsoka venne accusata dell'omicidio di Letta Thurmond (compiuto invece da Barriss Offee) Padmé intervenne in difesa dell'amica, partecipando al processo come pubblica difesa: le parole commoventi di Amidala, però, non ressero, anche grazie al malvagio capitano Tarkin, in veste di pubblica accusa. Ahsoka riuscì comunque a venire prosciolta dall'accusa grazie ad Anakin, che era riuscito a fermare Barriss (20 BBY).

### Romanzi

#### Queen's Shadow
Nel marzo 2019 è stato pubblicato il romanzo Queen's Shadow, scritto da E.K. Johnston, che vede Padmé come personaggio principale insieme a molte delle sue ancelle, la più importante delle quali Sabè. Ambientato 4 anni dopo gli eventi de La Minaccia Fantasma, il libro rivela la fine del suo mandato come regina di Naboo e l'inizio della carriera come senatrice, come abbia aiutato a liberare degli schiavi su Tatooine, ma fallendo nel liberare Shmi Skywalker, madre di Anakin. Viene introdotto il capitano Typho che prende il posto di suo zio, il capitano Panaka, come guardia del corpo di Padmé e la relazione di quest'ultima con Bail Organa e Palpatine. Nell'epilogo, dopo La Vendetta dei Sith, Sabé intende investigare sulla morte di Padmé..

#### Queen's Peril
Un prequel del romanzo intitolato Queen's Peril è stato pubblicato a giugno del 2020, collocato prima e durante La Minaccia Fantasma, esso dipinge il periodo dell'elezione di una Padmé quattordicenne e la vita da sovrana di Naboo.

#### Queen's Hope
La cosiddetta Queen's Trilogy viene completata con il romanzo Queen's Hope pubblicato ad Aprile del 2022, che si focalizza sulla senatrice durante le Guerre dei Cloni, il suo ruolo nell'affrontare le ingiustizie in uno sfondo di intrighi politici e soprattutto la sua relazione segreta col Jedi Anakin Skywalker.

## Caratterizzazione
(Padmé in La vendetta dei Sith)
Padmé Amidala era una donna molto bella, buona e coraggiosa, sempre propensa ad aiutare chi fosse in difficoltà, anche a costo di sacrificare sé stessa. Era un'eccelsa diplomatica e sapeva usare egregiamente il blaster, combattendo anche meglio di un soldato esperto; era inoltre capace di tirarsi fuori da situazioni pericolose, come nell'arena di Geonosis per sfuggire dall'assalto del Nexu (22 BBY). Dopo il tentativo di assassinio fallito da parte di Zam Wesell, era stata costretta a portare con sé un blaster nascosto nella manica della tunica, sempre pronto all'uso. Padmé, sia come regina di Naboo e sia successivamente come senatrice, era fedele alla Repubblica e agli ideali di pace e democrazia che essa rappresentava.
Sviluppò un forte legame di amicizia con la Padawan del marito, Ahsoka Tano, decidendo di farsi proteggere da lei durante una missione diplomatica su Alderaan (21 BBY), sventando un tentativo di assassinio da parte di Aurra Sing (che era stato previsto da Ahsoka).
Durante la sua giovinezza, Padmé ebbe due giovani che si infatuarono di lei: il primo (nell'universo espanso) fu Ian Lago, figlio di un consigliere del re Veruna di nome Kun Lago, che conobbe Amidala quand'era principessa di Theed e se ne innamorò perdutamente, venendo poi però lasciato da lei quando venne eletta regina, il che provocò uno shock emotivo nel ragazzo che lo spinse ad abbandonare Naboo assieme a suo padre (che dopo l'abdicazione di Veruna era stato costretto ad andarsene). Il secondo (canonico) fu Rush Clovis, senatore di Scipio e amico d'infanzia di Amidala, che durante le guerre dei cloni cercò più volte di dimostrarle i propri sentimenti, ignorando che Padmé era sposata con Anakin e che la senatrice aveva scoperto delle trattative segrete che Clovis aveva stretto con i Separatisti.

## Concezione e sviluppo

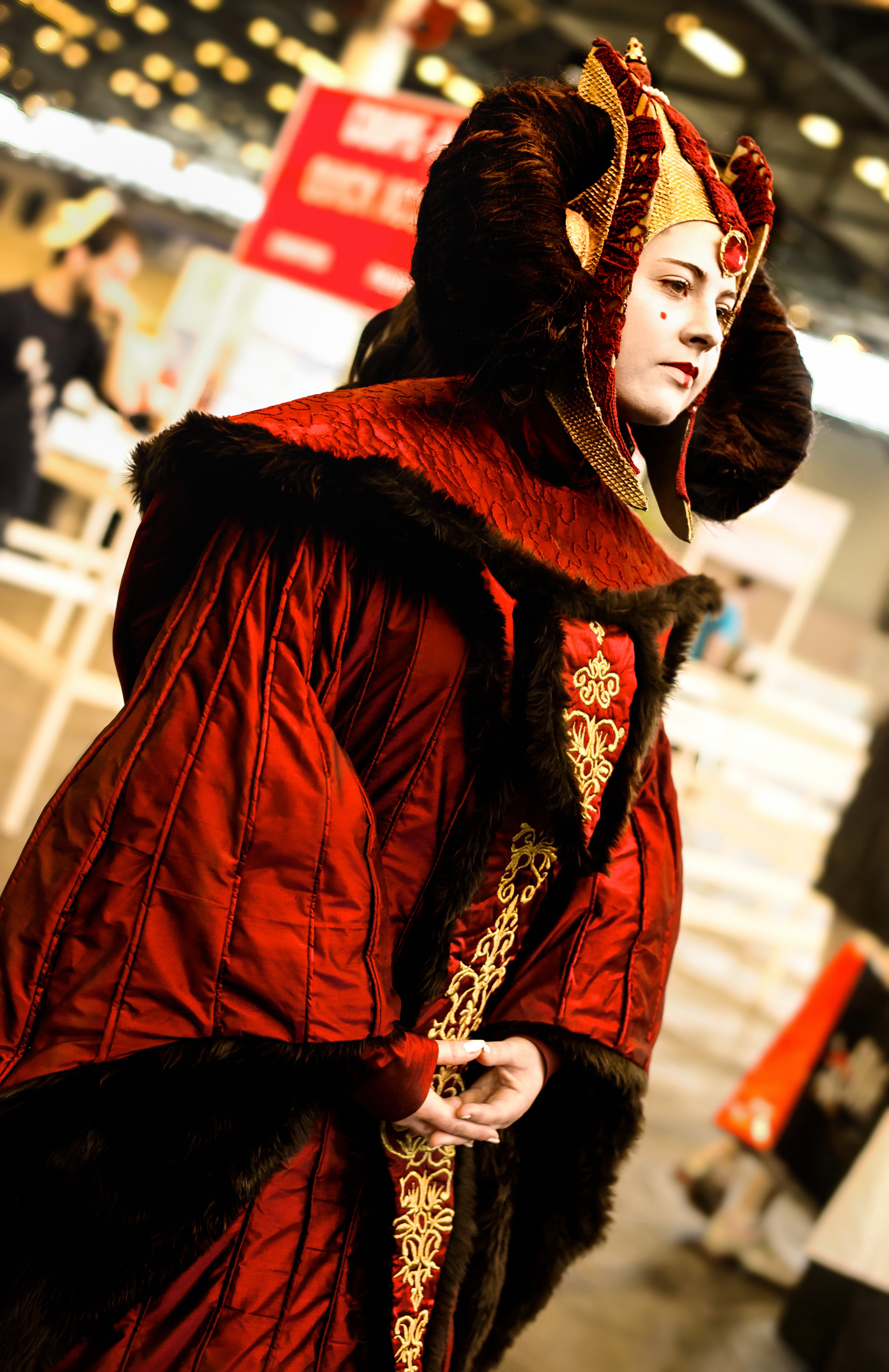
Un cosplay del personaggio.

Inizialmente, il personaggio della madre di Luke Skywalker e di Leila Organa non era ben sviluppato. Secondo Dale Pollock, Luke Skywalker era originariamente Luke Starkiller e "Leila è la figlia di Owen Lars e sua moglie Beru e sembra essere la cugina di Luke - insieme visitano la tomba della madre di lui, che morì con suo padre su un pianeta distrutto dalla Morte Nera".
Laurent Bouzereau ha riportato che la seconda bozza della sceneggiatura del terzo film della trilogia originale conteneva dialoghi in cui Obi-Wan Kenobi spiega a Luke che ha una sorella gemella. Lei e la loro madre furono "mandate in protezione da amici in un sistema distante. La madre morì poco dopo, e la sorella di Luke fu adottata dagli amici di Ben, ovvero il governatore di Alderaan e sua moglie".
La vendetta dei Sith non spiega come Leila ricordi la sua "vera madre". Il critico cinematografico Peter Travers di Rolling Stone si è congratulato con Lucas per il suo tentativo di collegare le due trilogie nelle scene finali del film, ma ha scritto: "È troppo poco e troppo tardi".
Quando Lucas ha redatto la sceneggiatura de La minaccia fantasma, ha immaginato un "legame tra Padmé e Leila Organa, la figlia che segue così da vicino le sue orme". Natalie Portman, riferendosi alla Leila di Carrie Fisher, "Penso che George abbia scritto Amidala come un personaggio forte e intelligente, ma mi ha aiutato sapere che avevo davanti a me questa grande donna che aveva interpretato il suo personaggio come una donna infuocata".

### Casting
George Lucas, Rick McCallum e il direttore del casting Robin Gurland hanno assistito all'audizione di oltre 200 attrici per la parte di Padmé Amidala. Hanno scelto l'attrice sedicenne Natalie Portman per interpretare il ruolo. Secondo le note di produzione del primo prequel, "Il ruolo richiedeva una giovane donna che potesse essere credibile come regina di quel pianeta, ma allo stesso tempo essere vulnerabile ed aperta". Le precedenti interpretazioni della Portman avevano impressionato Lucas. Ha dichiarato: "Stavo cercando qualcuno che fosse giovane, forte, sulla falsariga di Leila. Natalie incarnava tutti questi tratti ed altro".
Portman è stata una scelta unica perché non aveva familiarità con il franchise. "I miei cugini erano sempre stati ossessionati dai film, eppure non li avevo mai visti prima di ottenere la parte", ha affermato. "Quando è successo, i miei cugini hanno esclamato: "Oh mio Dio, sei in Star Wars!"". La Portman era comunque entusiasta di essere stata scelta nei panni della regina di Naboo, un personaggio che si aspettava potesse diventare un modello: "È stato meraviglioso interpretare una giovane regina con così tanto potere. Penso che sarà bello per le giovani donne vedere una donna forte d'azione che è anche intelligente ed un leader".
Nel primo prequel, Portman ha dovuto interpretare un personaggio più giovane di lei. Nel secondo prequel, tuttavia, il suo personaggio era invecchiato 10 anni, mentre la Portman aveva solo tre anni in più rispetto al primo film. L'attrice ha osservato, "Lucas voleva assicurarsi che io sembrassi più vecchia di Anakin nel secondo film, in modo che sia credibile che io possa dominarlo, e che lui sia un po' intimidito. Padmé lo guarda come un ragazzino - almeno per la prima metà del film".

### Costumi
Un ampio guardaroba è stato progettato per Padmé Amidala dai costumisti della Lucasfilm. Come Leila Organa, una delle ispirazioni di Padmé è stata il personaggio di Flash Gordon Dale Arden. Il guardaroba del primo prequel è stato progettato dall'artista Iain McCaig e dalla costumista Trisha Biggar; Dermot Power si era unito a McCaig e Biggar nel processo di progettazione del secondo prequel. Molti costumi sono stati ispirati dalle mode regali storiche di diverse culture, in particolare quelle tibetane e mongole che accrescono l'eta giovanile della regina. Ad esempio, nel primo prequel, l'abito che Padmé indossa quando si rivolge al Senato si basa sulla moda imperiale mongola indossata dall'imperatrice Dondogdulam, moglie di Bogd Khan e di altri monarchi all'inizio del XX secolo. L'abito da viaggio di Padmé nel secondo prequel si basa sulla moda russa del XVII secolo indossata dalla granduchessa Ksenia Aleksandrovna al ballo di anniversario dei Romanov nel 1903.
I costumi della trilogia prequel sono stati volutamente più elaborati di quelli della trilogia originale. Lucas ha affermato che la società galattica dei prequel è molto più sofisticata. Commentando le disparità tra le due trilogie, Carrie Fisher ha spiegato, "Harrison Ford indossa lo stesso vestito per tre film, e mi lamentavo che io ho indossato, tipo, sei abiti. E mia madre - Natalie Portman - ne indossa tre milioni, attraversa una porta e ha addosso un altro vestito".

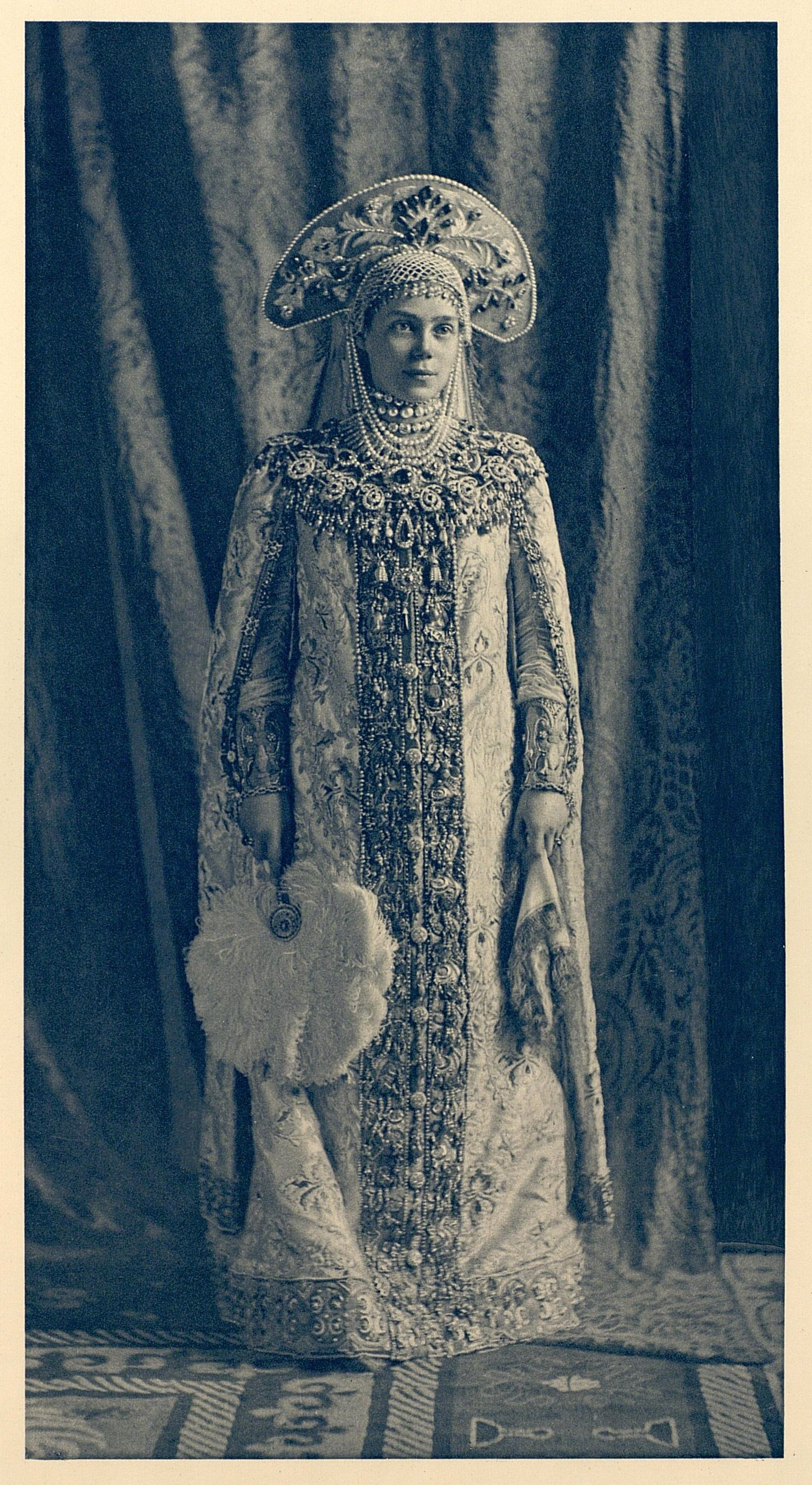
Un abito di Ksenija Aleksandrovna Romanova, che ha ispirato gli abiti indossati dal personaggio.

Estetica a parte, gli abiti sono stati progettati per riflettere gli sviluppi chiave della trama. Per il secondo prequel, Lucas ha voluto che il guardaroba di Padmé rispecchiasse gli elementi romantici del film. Ha suggerito che i suoi costumi fossero più "naturalmente sensuali". Per il terzo film, Biggar ha affermato: "Sapevamo che Padmé sarebbe stata incinta per tutto il film, e nessuno al mondo esterno doveva saperlo. Dato che è incinta, volevo che nei tessuti fosse evidente una morbida qualità".
Alcuni dei costumi creati dallo staff non sono apparsi nella versione finale del film. Nel terzo prequel, ad esempio, durante la post-produzione sono stati eliminati un "abito di pavone" multicolore e una "veste di velluto verde". Biggar ha affermato che l'abito di pavone era stato uno dei suoi preferiti e che molto tempo e denaro erano stati investiti in questi costumi particolari.

## Accoglienza

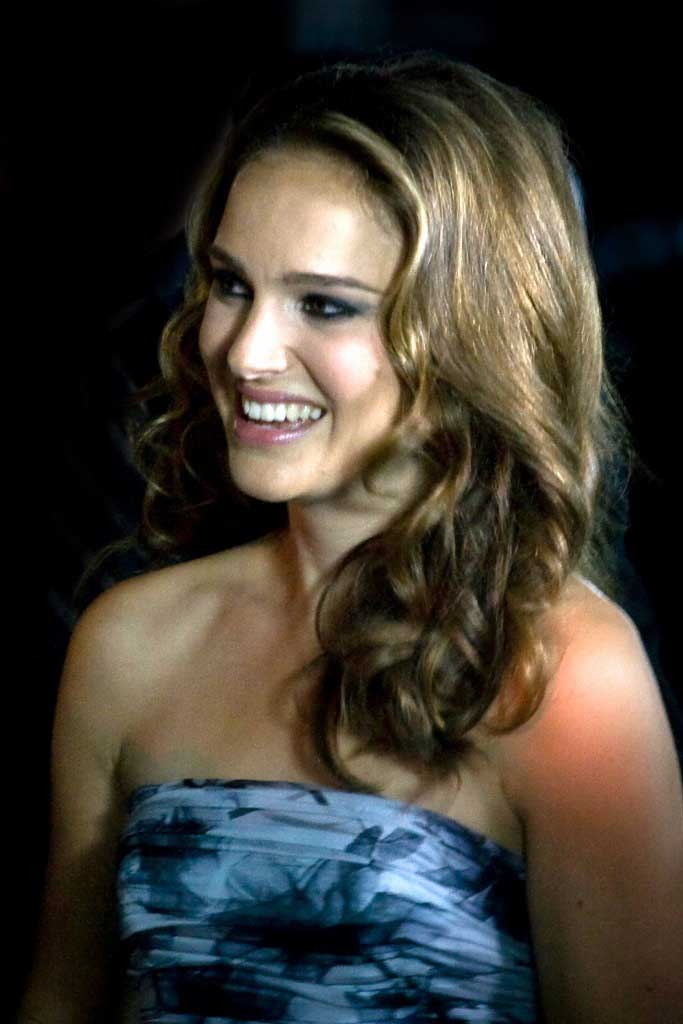
Natalie Portman, interprete di Padmé Amidala nella trilogia prequel

L'interpretazione di Natalie Portman del personaggio è stata accolta negativamente dalla critica. James Berardinelli l'ha definita “poco brillante” in La minaccia fantasma, mentre Annlee Ellingson del Box Office Magazine ha affermato che "la Portman è rigida e piatta, forse ostacolata dagli splendidi ma ingombranti costumi". Nella sua recensione del secondo prequel, Mike Clark di USA Today si è lamentato della Portman e di Hayden Christensen, interprete di Anakin; ha scritto, "Entrambi parlano in modo monotono dando un effetto doppiamente mortale". Ed Halter di The Village Voice, ha scritto che "personaggi generati dal computer come il generale Grievous e il robot R2-D2 sono più emotivamente convincenti di Natalie Portman o Hayden Christensen". Tuttavia, Mick LaSalle del San Francisco Chronicle ha descritto la Portman nel prequel finale come "decorativa e simpatica".
I critici hanno motivato la scarsa recitazione della Portman con la regia e la sceneggiatura di Lucas. Roger Ebert, ad esempio, ha accusato il secondo prequel di contenere cliché romantici poco convincenti. Ha offerto una critica simile per il terzo prequel, dove ha sottolineato le povere abilità di Lucas nello scrivere scene d’amore. Todd McCarthy di Variety si è lamentato del fatto che "le carenze di Lucas come sceneggiatore e regista di scene d’amore e più intime hanno ostacolato l'interpretazione della Portman".